# Hans Benecke
Hans Benecke (* 24. Juni 1910; † 15. Februar 2000 in Bad Orb, Hessen) war ein deutscher Buchhändler und Antiquar.

## Leben
Hans Benecke entstammt einer Buchhändlerfamilie, die zusammen mit der Teilhaber-Familie Eggers die traditionsreiche Berliner Buch- und Kunsthandlung Amelang in der Kantstraße betrieb. Nach dem Abitur begann er zunächst ein technisches Studium und anschließend eine kaufmännische Lehre, ehe er sich doch entschloss, in die Fußstapfen des Vaters zu treten. Nach dessen plötzlichem Tod im Jahr 1937 übernahm Benecke, der aber schon 1935 aus der Reichsschrifttumskammer ausgeschlossen worden war, die Leitung der Buchhandlung, die er als „Nichtarier“ nur mit einer Ausnahmegenehmigung übernehmen durfte. Obwohl er Gefahr lief, diese Genehmigung aufs Spiel zu setzen, hielt er Kontakt zu seinen jüdischen Kunden und bemühte sich weiterhin, ideologiefreie Literatur anzubieten.
Angesichts nur spärlicher Zeugnisse von Buchhändlern über die Zeit des NS-Regimes beleuchten Hans Beneckes Erinnerungen beispielhaft das Schicksal etlicher seiner Kollegen, die sich – ebenso wie er – nicht der Parteilinie unterworfen haben.
Hans Benecke baute die Buchhandlung Amelang, die 1944 einem Bombenangriff zum Opfer gefallen war, nach dem Krieg in Berlin wieder auf, ehe er nach Frankfurt am Main übersiedelte, um dort 1948 am Rossmarkt eine neue Buchhandlung zu eröffnen. Nach dem 150-jährigen Jubiläum der Firma Amelang zeichnete sich bereits ab, dass die Buchhandlung in der bisherigen Form nicht mehr zu halten war. Benecke entschloss sich, sich zunehmend dem Antiquariat zu widmen, und brachte Anfang der 1960er-Jahre die ersten Kataloge zum Thema Literatur im Exil heraus. 1972 erfolgte der Umzug nach Hamburg, wo er bis 1986 weiterhin als Antiquar tätig war. Im Jahre 1995 zog er in seinen Alterswohnsitz nach Bad Orb, wo er am 15. Februar 2000 verstarb.

## Werke
- Eine Buchhandlung in Berlin. Erinnerungen an eine schwere Zeit. Fischer Taschenbuchverlag, Frankfurt am Main 1995, ISBN 3-596-12735-1

| Personendaten    | Personendaten                      |
| ---------------- | ---------------------------------- |
| NAME             | Benecke, Hans                      |
| KURZBESCHREIBUNG | deutscher Buchhändler und Antiquar |
| GEBURTSDATUM     | 24. Juni 1910                      |
| STERBEDATUM      | 15. Februar 2000                   |
| STERBEORT        | Bad Orb, Hessen                    |